# イアン・ハミルトン・フィンレイ
イアン・ハミルトン・フィンレイ （Ian Hamilton Finlay、 CBE 、1925年10月28日-2006年3月27日）は、スコットランドの詩人、作家、芸術家、庭師。バハマ諸島のナッソウ生まれ。

## 彫刻と庭園
フィンレイの彫刻と庭園のリストの一部    
- リトル・スパルタ 、（スー・フィンレイと、ダンサイア、 ラナークシャー 、スコットランド、1966年）
- カンタベリー日時計 （ カンタベリー 、イングランド、 ケント 大学 、 ラザフォード大学近く、1972年）
- UNDAの壁 、 シッフ 、 ウィンドフラワー （ シュトゥットガルト 、ドイツ、 マックスプランクインスティテュート 、1975年）
- anteboreum （ ヨークシャー 、イングランド、プライベートガーデン）
- 日時計 （ リエージュ 、ベルギー、 リエージュ大学 、1976年）
- 日時計 （ ボン 、ドイツ、イギリス大使館、1979年）
- Five Columns for the Kröller-Müller、第二題: A Fifth Column for the Kröller-Müller, 第三題 ：Corot – Saint-Just, tree-column bases named LYCURGUS, ROUSSEAU, ROBESPIERRE, MICHELET, COROT　（オッテルロー、オランダ、 アムステルダムクレラー-ミュラー国立美術館 、1982年）
- レモンのバスケット 、ローマ風プラウ 、 2つの楕円形のプラーク （ ピストイア 、イタリア、ヴィラツェレ、1984年）
- アネットの記念碑（ニコラス・スローンと、 ミュンスター 、ドイツ、ユーバーヴァッサー墓地、1987年）
- UNDA （スー・フィンレイとニコラス・スローンらと、サンディエゴ、 スチュアートコレクション 、1987年）
- ヴァンセンヌ の沈黙のグローブ（スー・フィンレイとニコラス・スローンらと、 フォレストオブディーン 、1988年年）
- Frechen-Bahem（ドイツ、Haus Bitz、1988年）
- 橋の柱（ブルームロー、 グラスゴー 、スコットランド、1990年）
- Ovidの壁 アフロディーテヘルム 、ツリープラーク、キャピタル （ニコラス・スローンと  ルートン 、イングランド、 ストックウッドパーク 、1991年）
- ツリープラーク （ ヘネフ 、ドイツ、プライベートガーデン、1991年）
- シックスマイルストーンズ （ ハーグ - ズーテルメール 、オランダ、1992年）
- プライベートガーデン（パリ、フランス、1993年）
- 石のベンチ 、 石の台座 、3つのプラーク パーゴラ 、 ツリープラーク 、その他（ グレーヴェンブローホ 、ドイツ、1995年、名前は2014年にIan-Hamilton-Finlay-Parkに） [3]
- Foxgloves （ピーター・コーツと、イギリス、 ダーラム の植物園、1996年）
- シェルリサーチセンターソーントンの根拠（フィンレイとピアシミグと、ラッツ+パートナーへ、チェスター 、英国、1997年）
- ペーヴメント、8つのベンチ、ツリープラーク（ピーター・コーツ、 サーペンタインギャラリー 、 ケンジントンガーデンズ 、ロンドン、イギリス、1997年）
- フルール・ド・エアー（ピア・シミグ、ピーター・コーツ、フォルクマー・ヘール、ハリー・ジロニス、ジョン・ディクソン・ハント、ワイルド・ホーソン・プレス、 プロヴァンス 、フランス、1997–2003年）
- The Present Order （ピーターコーツと、バルセロナ市議会のために、 ブリティッシュカウンシル 、バルセロナ、スペイン、 パークグエル 、1999年）
- ベンチ（ピーター・コーツと、 エアフルト 、ドイツ、エアフルト連邦労働裁判所、1999年）
- Cythera （ピーター・コーツと、 ラナークシャー 、スコットランド、 ハミルトン宮殿の敷地、2000年）
- シックス・ディフィニションズ （ ディーン・ギャラリー敷地、 エディンバラ 、スコットランド、スコットランド国立美術館 、2001年）
- 波紋（ピーターコーツと、 ルクセンブルク 、 カジノルクセンブルク 、2001年または2002年）
- ネアンデルタール人 （ピーター・コーツと、ドイツ、2002年）
- イタリア、カララ国際ビエンナーレ出品作（ピーターコーツと  2002年）
- スイス、 バーゼル 、ピーター・コーツ、2003年）
- 私邸（ピーター・コーツと、スイス、セントガラン、2004年）
- セブンアイディルズ （ ディーンギャラリー割り当て分、 エジンバラ 、スコットランド、ディーンギャラリー協会、2005年）
- L'Idylle des Cerises with Pia Maria Simig（ピーター・コーツと　Ingleby Gallery、 エジンバラ 、スコットランド、準備中のドローイングと彫刻、2005年）
- 個展
  - 1991年 - Pastorales(田園詩/画）展、オーバーベック・ゲゼルシャフト、リューベック 、ドイツ）
  - 1991年 - バーデン州立図書館（カールスルーエ 、ドイツ）
  - 1992年 - リーソウ （ダドリー 、イングランド）
  - 1989年 - ハリス美術館アートギャラリー 、（プレストン 、イギリス）
  - 1990年 - Ungers Private Library（ケルン 、ドイツ）
  - 1994年 - シュレーダーミュンクマイヤーヘンスト＆Co（フランクフルト /マイン、ドイツ）
  - 1987年 - フルカ峠 （スイス）
  - 1988年 - Musee d'Art ModerneまたはMuséedes Beaux-Arts、（ストラスブール 、フランス）
  - 1985年 - シュヴァイツァーガルテン（ウィーン 、オーストリア）
  - 1986年 - Domain de Kerguehennec（ブルターニュ 、フランス）
  - 1986年 - ヴァンアッベ市立美術館 （アイントホーフェン オランダ）

## フィンレイの本
- Finlay, Ian Hamilton (September–October 2004). Ken Cockburn. ed. The Dancers Inherit the Party and Glasgow Beasts, An' a Burd. Polygon in association with Scottish Poetry Library. ISBN 1-904598-13-7  Finlay, Ian Hamilton (September–October 2004). Ken Cockburn. ed. The Dancers Inherit the Party and Glasgow Beasts, An' a Burd. Polygon in association with Scottish Poetry Library. ISBN 1-904598-13-7  Finlay, Ian Hamilton (September–October 2004). Ken Cockburn. ed. The Dancers Inherit the Party and Glasgow Beasts, An' a Burd. Polygon in association with Scottish Poetry Library. ISBN 1-904598-13-7